# Stéphane Rossini

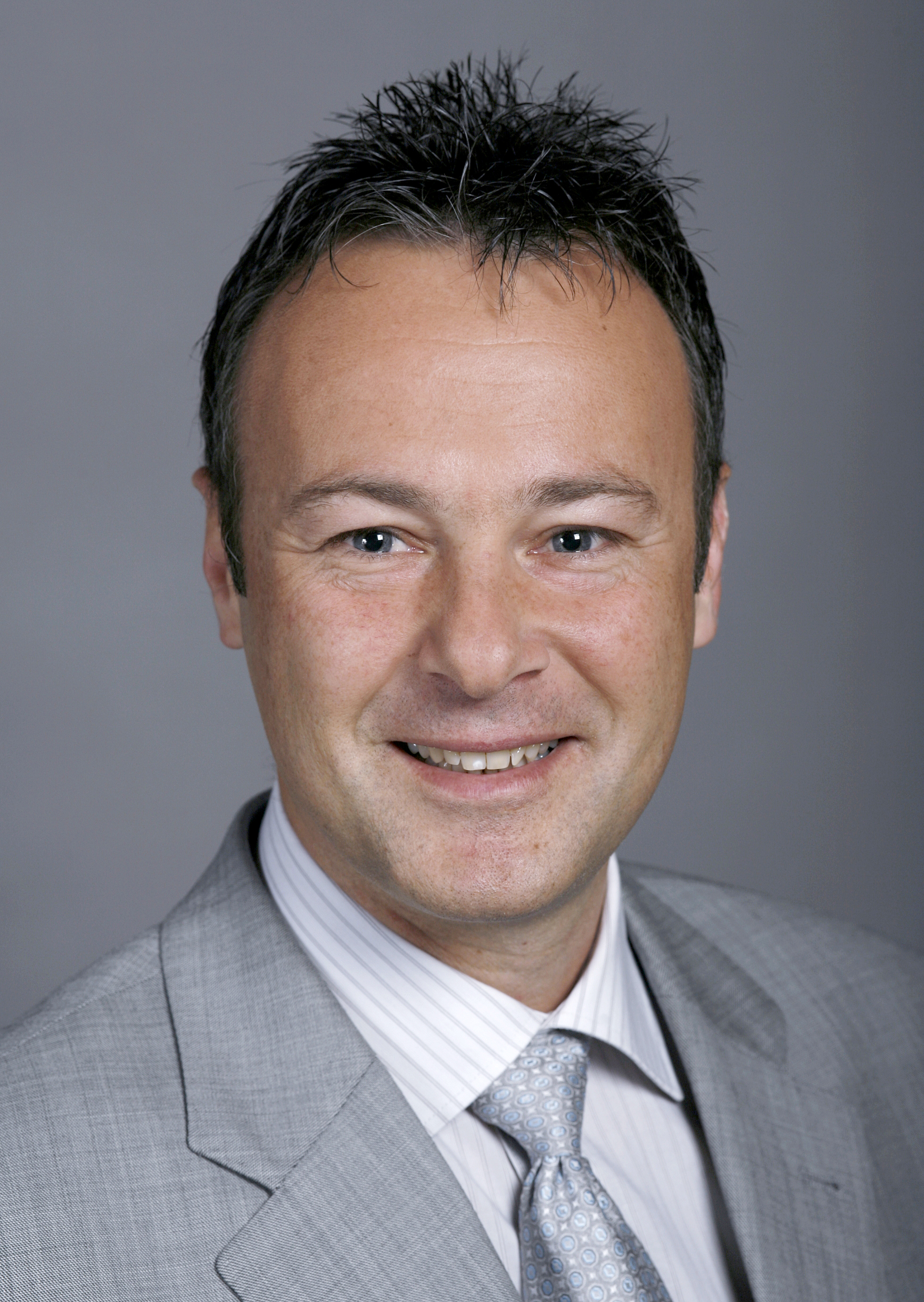
Stéphane Rossini (2007)

Stéphane Rossini (* 9. August 1963 in Sion, Bürger von Valcolla) ist ein Schweizer Sozialwissenschaftler und Politiker (SP). Im Amtsjahr 2015 war er Nationalratspräsident.

## Biografie
Rossini, der nach einer Wirtschaftsmatur sein Lizenziat in Politikwissenschaft und sein Doktorat in Sozialwissenschaften an der Universität Lausanne machte, ist als Professor und Forscher verantwortlich für den Master of Advanced Studies in Sozialarbeit und Sozialpolitik an der Fachhochschule Westschweiz in Lausanne (Haute école de travail social et de la santé). Daneben ist er Dozent am Institut für Politikwissenschaften der Universität Genf. Als Autor verfasste er viele wissenschaftliche Schriften, die sich mit dem Schweizer Sozialstaat befassen.
Rossini war zwischen 1993 und 1999 im Kantonsparlament des Kantons Wallis. Auch war er von 1999 bis 2015 Mitglied des Nationalrats. Dort war er Mitglied der Geschäftsprüfungskommission, der Kommission für soziale Sicherheit und Gesundheit und der Kommission zur Festlegung der Beiträge des Ressourcen-, Lasten- und Härteausgleichs. 2014/15 amtete er als Nationalratspräsident.
Am 3. Juli 2019 hat der Bundesrat Rossini zum Direktor des Bundesamts für Sozialversicherungen ernannt. Er führt dieses Amt seit dem 1. Dezember 2019.
Rossini wohnt in Haute-Nendaz.